# 神奈川県央管弦楽団
神奈川県央管弦楽団（英語: Kanagawa Central Orchestra, 略称KCO）は、神奈川県に複数存在するプロオーケストラのうちの一つとして、2020年に創設される予定であったオーケストラ（神奈川県内の他のプロオーケストラには、東京交響楽団、神奈川フィルハーモニー管弦楽団、横浜シンフォニエッタなどがある）。
初代音楽監督兼常任指揮者にチェリスト・指揮者の伊藤悠貴が就任し、相模原、大和、厚木、海老名、座間など神奈川の県央地域を主な活動拠点とする。
団員は神奈川県央音楽家協会に所属するメンバーの他、海外オーケストラのコンサートマスター経験者や、日本のプロオーケストラの元団員、若手の国際コンクール受賞者などが多数参加する予定であった。
第1回定期公演は2020年9月12日に海老名市文化会館にて開催予定であったが、新型コロナウイルスの世界的感染の終息に目途の立たない状況から、本プロジェクト自体が中止となった。